# Mieczysław Majewski (dyplomata)
Mieczysław Majewski (ur. 12 czerwca 1931, zm. 16 listopada 2020) – polski dyplomata, ambasador w Tunezji (1985–1990).

## Życiorys
Absolwent Szkoły Głównej Służby Zagranicznej. Pracownik służby dyplomatyczno-konsularnej Ministerstwa Spraw Zagranicznych. Pełnił funkcje konsula generalnego w Paryżu oraz Lyonie i  ambasadora w Tunezji (listopad 1985–1990).
Pochowany na Cmentarzu Wojskowym na Powązkach.